# Pseudoflintininae
Pseudoflintininae es una subfamilia de foraminíferos bentónicos de la Familia Ammoflintinidae, de la Superfamilia Rzehakinoidea, del Suborden Schlumbergerinina y del Orden Schlumbergerinida. Su rango cronoestratigráfico abarca el Holoceno.

## Discusión
Clasificaciones previas hubiesen incluido Pseudoflintininae en la Familia Haurinidae, de la Superfamilia Milioloidea, del Suborden Miliolina y del Orden Miliolida. o en el Orden Lituolida. Ha sido incluido en el Suborden Rzehakinina y en el Orden Rzehakinida, aunque estos taxones han sido considerados sinónimos posteriores de Schlumbergerinina y Schlumbergerinida respectivamente.

## Clasificación
Pseudoflintininae incluye al siguiente género:
- Pseudoflintina